# Néstor Félix Arenas Correa
Néstor Félix Arenas Correa nació en Holguín, Cuba, el 20 de noviembre de 1964. Desde 1985 y hasta 1990 cursó estudios en el Instituto Superior de Arte (ISA), La Habana, CUBA.
A partir de 1990 y hasta 1993 fue restaurador del Museo de Historia La Periquera, Holguín, CUBA. En 
1991 fue curador en la Exposición Género: Paisaje de la Galería La Sala Oscura, Cine Martí, Holguín, CUBA.

## Exposiciones Personales
- En 1990 presentó la exposición personal "Formas Flavio" Galería “El Pasillo”, Instituto Superior de Arte (ISA), La Habana, Cuba.
- En el año 1994 participa "En la parte oscura de la ciudad" Magalys Reyes/Nestor Arenas (colateral a la Quinta Bienal de La Habana), Centro de Arte 23 y 12, La Habana, Cuba.
- En 1998 en "Paisajes y fragmentos" Galería Lausín & Blasco, Zaragoza, España.

## Exposiciones Colectivas
- En 1985 participa en la exposición colectiva, Concurso La Literatura en la Plástica. Casa de Cultura Manuel Dositeo Aguilera, Holguín.
- En 1989 en Bienalisa (colateral a la Tercera Bienal de La Habana). Galería “El Pasillo”, Instituto Superior de Arte (ISA), La Habana.
- En el año 1997 se presentó en la muestra "Historia de un Viaje", Artistas Cubanos en Europa/Història de un Viatge. Artistes Cubans a Europa. Universitat de València, España y en la LVIII Exposición Nacional de Artes Plásticas. Valdepeñas, España.

## Premios
En 1993 obtuvo el Premio “Electa Arenal” otorgado por la ciudad de Monterrey, México, en el marco del Salón de la Ciudad, Holguín, Cuba.
- Datos: Q6047420